# The Creep
The Creep è il secondo singolo estratto dal secondo album del gruppo musicale The Lonely Island, tratto dal loro album intitolato Turtleneck & Chain.
Il brano, che conta la partecipazione della rapper trinidadiana Nicki Minaj, vede anche la partecipazione del regista del cult trash Pink Flamingos John Waters.